# كازترانس غاز
كازترانس غاز هي شركة نقل الغاز الطبيعي المملوكة للدولة الكازاخستانية ومقرها في العاصمة أستانا . وهي شركة تابعة لشركة النفط والغاز الوطنية كاز موناي غاز . وهي أكبر شركة لتوريد الغاز في كازاخستان، وتمثل مصالح الدولة في أسواق الغاز المحلية والدولية.

## تاريخ الشركة
تأسست شركة كاز ترانس غاز في عام 2000 كشركة تابعة لشركة كاز موناي غاز لإدارة البنية التحتية لخطوط أنابيب الغاز الطبيعي في كازاخستان . وتتولى الشركة مسؤولية تشغيل وتطوير شبكة خطوط أنابيب الغاز في البلاد، والتي تنقل الغاز الطبيعي من حقول الإنتاج إلى المستهلكين المحليين وللتصدير 
في عام 2006، استحوذت شركة كاز ترانس غاز على شركة تبليسي، وهي شركة توزيع الغاز. ومع ذلك، في عام 2009، تم نقل حقوق إدارة الشركة من قبل الحكومة الجورجية . في مارس 2018، أعلنت المجموعة الصناعية الجورجية عن استحواذها على شركة كاز ترانس غاز تبليسي، وهي شركة تابعة لشركة كاز ترانس غاز، مقابل 40 مليون دولار.
في 12 مايو 2023، أطلقت شركة كاز ترانس غاز (KTG) أيماك , خط أنابيب غاز عالي الضغط تحت الأرض بطول 60 كيلومترًا في منطقة مانجيستاو ، والذي يربط قرية كوريك بسارشا ومنتجع وورم بيتش بالقرب من أكتاو لدعم تطوير المنتجع ومعالجة ندرة المياه الإقليمية.

## عمليات الشركة
تدير شركة كازترانس غاز شبكة واسعة من خطوط أنابيب الغاز الطبيعي في جميع أنحاء كازاخستان، بما في ذلك خطوط أنابيب النقل الرئيسية وشبكات التوزيع. وهي المشغل الوحيد لنظام نقل الغاز في البلاد وتسهل نقل الغاز الطبيعي إلى الدول المجاورة مثل روسيا والصين وآسيا الوسطى .
يتم تشغيل القسم الكازاخستاني من خط أنابيب بخارى - طشقند - بيشكيك - ألماتي من قبل شركة كاز ترانس غاز.
في ديسمبر 2015، أكملت شركة كاز ترانس غاز الفرع الثالث (الفرع C) من خط أنابيب الغاز بين كازاخستان والصين، مما أضاف إلى إجمالي الطاقة الاستيعابية 55 مليار متر مكعب سنويًا. وقد وظف مشروع خط الأنابيب الذي يبلغ طوله 1303 كيلومترًا أكثر من 4 آلاف متخصص وحصل على 1.2 مليار دولار من التمويل الحكومي في الفترة من 2008 إلى 2015. وهو يشكل جزءًا من خط أنابيب تركمانستان - أوزبكستان - كازاخستان - الصين الأكبر الذي يبلغ طوله 7500 كيلومتر، ويمر عبر مناطق جنوب كازاخستان وزامبيل وألماتي.

## الإدعاءات
في ديسمبر 2020، بعد تعيين كايرات شاريباييف رئيسًا لشركة كازترانسغاز، واجه شاريباييف مزاعم بوجود تضارب محتمل في المصالح . وأفاد تحقيق أجرته إذاعة أوروبا الحرة/راديو ليبرتي (RFE/RL) بوجود علاقات غير مباشرة بين شاريباييف وشركات حصلت فيما بعد على عقود كبيرة من شركة كازترانسغاز وحكومة كازاخستان . كانت نقطة الخلاف الرئيسية هي منح عقد بقيمة 860 مليون دولار لبناء مصنع لمعالجة الغاز لشركة جي بي سي للاستثمار، وهي شركة يقال إنها مرتبطة بشريك تجاري لشاريباييف. وأثار التقرير أيضًا مخاوف بشأن عملية الاختيار، التي فضلت شركة جي بي سي للاستثمار على شركات الطاقة الدولية الراسخة.